# ボクサー (1997年の映画)
『ボクサー』（The Boxer）は、1997年のアメリカ / アイルランド映画。

## ストーリー
IRAの元テロリスト、ダニーは14年の刑期を終え、出所した。
かつての恋人マギーと再会するが、彼女はダニーの親友と結婚、一人息子を育てながら服役中の夫を待つ身となっていた。ダニーはボクサーとして再起を誓う。

## キャスト
※括弧内は日本語吹替
- ダニー・フリン - ダニエル・デイ＝ルイス（石塚運昇）
- マギー - エミリー・ワトソン（山像かおり）
- ジョー・ハミル - ブライアン・コックス（川久保潔）
- ハリー - ジェラルド・マクソーリー（納谷六朗）
- パッツィ - エレノア・メソヴェン（藤生聖子）
- アイク・ウィアー - ケン・ストット（麦人）